# Coppa Italia Serie D 2013-2014
La Coppa Italia Serie D 2013-2014 è stata la quindicesima edizione della manifestazione. Hanno partecipato tutte le 162 squadre iscritte al campionato di Serie D 2013-2014, che si sono affrontate in partite ad eliminazione diretta. Ha preso il via il 17 agosto 2013 e si è conclusa il 3 aprile 2014, con la disputa della finale.

## Regolamento
Il turno preliminare, il primo turno, i trentaduesimi, i sedicesimi, gli ottavi di finale ed i quarti di finale saranno disputati con gare di sola andata. Le semifinali saranno disputate con gare di andata e ritorno e la finale in gara unica.
Nel caso di parità al termine degli incontri, sia di sola andata che andata/ritorno, non verranno disputati i tempi supplementari ma si tireranno direttamente i calci di rigore.

## Turno preliminare
Il turno preliminare prevede la disputa di 43 gare di sola andata riservato alle seguenti squadre: 
- 34 società neopromosse
- 5 società retrocesse dalla 2ª Divisione
- 18 società vincenti i play-out 2012/2013 e salve con un distacco superiore ad 8 punti.
- 16 società ripescate dall'Eccellenza
- 13 società classificatesi al termine della Stagione Sportiva 2012-2013 al dodicesimo, undicesimo e decimo posto nei gironi A, D, E, F, G, H, I, al quattordicesimo, tredicesimo, dodicesimo e undicesimo posto nei gironi B e C[1].

| Squadra 1          | Risultato       | Squadra 2              |
| ------------------ | --------------- | ---------------------- |
| 17, 18 agosto 2013 |                 |                        |
| Tamai              | 3 - 2           | Sanvitese              |
| Triestina          | 0 - 1           | UF Monfalcone          |
| Mezzocorona        | 0 - 1           | Dro                    |
| Fersina Perginese  | 0 - 1           | Union Ripa La Fenadora |
| Montebelluna       | 2 - 2 (4-1 dcr) | Vittorio SMC           |
| Este               | 0 - 2           | Marano                 |
| Giorgione          | 5 - 2           | San Paolo PD           |
| Darfo Boario       | 1 - 2           | Inveruno               |
| AlzanoCene         | 2 - 0           | Pro Sesto              |
| Palazzolo          | 1 - 1 (3-5 dcr) | Seregno                |
| Sancolombano       | 0 - 2           | Giana Erminio          |
| RapalloBogliasco   | 1 - 0           | Vado                   |
| Albese             | 1 - 1 (4-2 dcr) | Pro Dronero            |
| Borgomanero        | 2 - 2 (5-6 dcr) | Novese                 |
| Vallée d'Aoste     | 2 - 0           | Asti                   |
| Piacenza           | 1 - 0           | Correggese             |
| Imolese            | 1 - 0           | Thermal Abano Teolo    |
| Riccione           | 0 - 1           | Romagna Centro         |
| Camaiore           | 2 - 0           | Forcoli                |
| Scandicci          | 0 - 0 (2-4 dcr) | Jolly Montemurlo       |
| Pontevecchio       | 0 - 1           | Foligno                |
| Trestina           | 1 - 1 (4-3 dcr) | Colligiana             |
| Selargius          | 2 - 2 (5-4 dcr) | Flaminia C.C.          |
| Porto Torres       | 0 - 0 (5-6 dcr) | Latte Dolce            |
| Olbia              | 2 - 3           | Budoni                 |
| Anziolavinio       | 0 - 0 (4-5 dcr) | Giada Maccarese        |
| Fondi              | 2 - 4           | Terracina              |
| Narnese            | 3 - 2           | N.S. Maria delle Mole  |
| Fano               | 0 - 0 (5-3 dcr) | Fermana                |
| Matelica           | 2 - 2 (5-4 dcr) | Recanatese             |
| Celano             | 2 - 2 (5-4 dcr) | Sulmona                |
| R.C. Angolana      | 0 - 1           | Isernia                |
| Amiternina         | 1 - 0           | Giulianova             |
| Torrecuso          | 1 - 0           | Bojano                 |
| Pomigliano         | 2 - 0           | Real Hyria             |
| Puteolana          | 0 - 2           | Progreditur Marcianise |
| Agropoli           | 0 - 0 (3-5 dcr) | Real Metapontino       |
| Rende              | 3 - 3 (5-4 dcr) | Comprensorio Montalto  |
| HinterReggio       | 0 - 1           | Nuova Gioiese          |
| Manfredonia        | 1 - 1 (4-5 dcr) | San Severo             |
| Nardò              | 3 - 2           | Grottaglie             |
| Orlandina          | 2 - 1           | Due Torri              |
| Ragusa             | 2 - 4           | Akragas                |

## Primo turno[1]
Il primo turno prevede la disputa di 55 gare di sola andata riservata alle seguenti squadre:
- 43 vincenti il turno preliminare;
- 67 ammesse di diritto, tranne le 9 società partecipanti alla TIM Cup 2013-2014 in organico alla Serie D (Gualdo Casacastalda, Massese, Matera, Ponte San Pietro-Isola, Pordenone, Santhià, Savoia, Termoli, Turris Neapolis).

| Squadra 1                       | Risultato       | Squadra 2              |
| ------------------------------- | --------------- | ---------------------- |
| 24, 25 agosto, 4 settembre 2013 |                 |                        |
| Sacilese                        | 2 - 2 (3-4 dcr) | Tamai                  |
| Clodiense                       | 1 - 0           | UF Monfalcone          |
| Sambonifacese                   | 3 - 1           | Dro                    |
| Belluno                         | 0 - 0 (4-5 dcr) | Union Ripa La Fenadora |
| Trissino-Valdagno               | 1 - 0           | Montebelluna           |
| Legnago                         | 1 - 4           | Marano                 |
| Imolese                         | 2 - 4           | Giorgione              |
| Caronnese                       | 2 - 2 (3-5 dcr) | Inveruno               |
| Pro Piacenza                    | 1 - 1 (4-2 dcr) | Giana Erminio          |
| Castellana                      | 2 - 0           | AlzanoCene             |
| Olginatese                      | 1 - 1 (4-2 dcr) | Seregno                |
| Caravaggio                      | 1 - 2           | MapelloBonate          |
| Caratese                        | 2 - 3           | Lecco                  |
| Montichiari                     | 2 - 2 (5-3 dcr) | Aurora Seriate         |
| Sestri Levante                  | 3 - 2           | RapalloBogliasco       |
| Lavagnese                       | 0 - 1           | Chiavari Caperana      |
| Chieri                          | 2 - 1           | Vallée d'Aoste         |
| Novese                          | 2 - 0           | Albese                 |
| Borgosesia                      | 2 - 1           | Derthona               |
| Gozzano                         | 5 - 1           | Verbania               |
| Fidenza                         | 0 - 3           | Piacenza               |
| Romagna Centro                  | 1 - 3           | Mezzolara              |
| Virtus Castelfranco             | 2 - 0           | Formigine              |
| Jolly Montemurlo                | 4 - 1           | Camaiore               |
| Pistoiese                       | 1 - 4           | Lucchese               |
| Arezzo                          | 2 - 0           | Pianese                |
| Fortis Juventus                 | 3 - 1           | FiesoleCaldine         |
| Bastia                          | 4 - 1           | Trestina               |
| Sansepolcro                     | 0 - 0 (3-1 dcr) | Foligno                |
| Voluntas Spoleto                | 1 - 4           | Deruta                 |
| Astrea                          | 3 - 1           | Narnese                |
| Latte Dolce                     | 3 - 0           | Budoni                 |
| Selargius                       | 3 - 1           | Arzachena              |
| San Cesareo                     | 0 - 0 (9-8 dcr) | Celano                 |
| Isola Liri                      | 0 - 3           | Terracina              |
| Ostia Mare                      | 4 - 0           | Giada Maccarese        |
| Lupa Roma                       | 1 - 0           | Cynthia                |
| Palestrina                      | 2 - 2 (6-5 dcr) | Sora                   |
| Maceratese                      | 3 - 1           | Matelica               |
| Vis Pesaro                      | 2 - 3           | Fano                   |
| Civitanovese                    | 2 - 2 (3-1 dcr) | Amiternina             |
| Olympia Agnonese                | 2 - 0           | Isernia                |
| Jesina                          | 1 - 1 (4-5 dcr) | Ancona                 |
| Gladiator                       | 1 - 2           | Torrecuso              |
| Mariano Keller                  | 0 - 3           | Pomigliano             |
| Battipagliese                   | 2 - 3           | Progreditur Marcianise |
| Cavese                          | 2 - 1           | Gelbison               |
| Taranto                         | 2 - 0           | Real Metapontino       |
| FC Francavilla                  | 0 - 1           | Nardò                  |
| Brindisi                        | 2 - 1           | Monospolis             |
| Bisceglie                       | 4 - 1           | San Severo             |
| Vibonese                        | 3 - 1           | Rende                  |
| Noto                            | 1 - 0           | Orlandina              |
| Akragas                         | 4 - 3           | Licata                 |
| FC Messina                      | 0 - 1           | Nuova Gioiese          |

## Tabellone principale

### Trentaduesimi di finale
I trentaduesimi di finale prevedono la disputa di 32 gare di sola andata riservato alle seguenti squadre:
- 55 vincenti il primo turno;
- 9 partecipanti alla TIM Cup 2013/2014 (Santhià, Ponte S. Pietro Isola, Pordenone, Massese, Gualdo Casacastalda, Termoli, Turris Neapolis, Matera e Savoia).

| Squadra 1              | Risultato       | Squadra 2              |
| ---------------------- | --------------- | ---------------------- |
| 11 e 18 settembre 2013 |                 |                        |
| Chieri                 | 1 - 2           | Santhià                |
| Gozzano                | 1 - 0           | Borgosesia             |
| Chiavari Caperana      | 1 - 1 (4-5 dcr) | Sestri Levante         |
| Massese                | 1 - 1 (3-5 dcr) | Jolly Montemurlo       |
| Castellana             | 0 - 1           | Lecco                  |
| MapelloBonate          | 4 - 5           | Olginatese             |
| Inveruno               | 2 - 2 (7-6 dcr) | Novese                 |
| Lucchese               | 3 - 2           | Fortis Juventus        |
| Piacenza               | 1 - 0           | Virtus Castelfranco    |
| Montichiari            | 1 - 4           | Pontisola              |
| Ancona                 | 2 - 0           | Fano                   |
| Mezzolara              | 1 - 2           | Pro Piacenza           |
| Sambonifacese          | 1 - 5           | Trissino-Valdagno      |
| Clodiense              | 1 - 1 (4-5 dcr) | Marano                 |
| Giorgione              | 2 - 3           | Union Ripa La Fenadora |
| Pordenone              | 2 - 1           | Tamai                  |
| Arezzo                 | 0 - 0 (3-2 dcr) | Sansepolcro            |
| Bastia                 | 2 - 0           | Deruta                 |
| Ostia Mare             | 0 - 1           | Gualdo Casacastalda    |
| Selargius              | 5 - 0           | Latte Dolce            |
| San Cesareo            | 2 - 3           | Lupa Roma              |
| Civitanovese           | 1 - 1 (4-6 dcr) | Maceratese             |
| Astrea                 | 2 - 1           | Palestrina             |
| Turris Neapolis        | 1 - 1 (5-3 dcr) | Terracina              |
| Torrecuso              | 1 - 0           | Olympia Agnonese       |
| Pomigliano             | 5 - 2           | Termoli                |
| Progreditur Marcianise | 3 - 0           | Cavese                 |
| Savoia                 | 2 - 0           | Matera                 |
| Bisceglie              | 2 - 1           | Taranto                |
| Nardò                  | 1 - 2           | Brindisi               |
| Nuova Gioiese          | 2 - 0           | Vibonese               |
| Noto                   | 0 - 3           | Akragas                |

### Sedicesimi di finale
| Squadra 1                    | Risultato       | Squadra 2              |
| ---------------------------- | --------------- | ---------------------- |
| 16, 17, 23 e 30 ottobre 2013 |                 |                        |
| Santhià                      | 2 - 2 (2-4 dcr) | Gozzano                |
| Sestri Levante               | 2 - 2 (6-7 dcr) | Jolly Montemurlo       |
| Lecco                        | 1 - 0           | Olginatese             |
| Inveruno                     | 2 - 2 (7-6 dcr) | Lucchese               |
| Pontisola                    | 1 - 0           | Piacenza               |
| Pro Piacenza                 | 0 - 0 (5-4 dcr) | Ancona                 |
| Marano                       | 1 - 0           | Trissino-Valdagno      |
| Union Ripa La Fenadora       | 3 - 3 (5-7 dcr) | Pordenone              |
| Arezzo                       | 1 - 0           | Bastia                 |
| Gualdo Casacastalda          | 3 - 1           | Selargius              |
| Lupa Roma                    | 1 - 0           | Maceratese             |
| Turris Neapolis              | 2 - 4           | Astrea                 |
| Torrecuso                    | 1 - 2           | Pomigliano             |
| Savoia                       | 2 - 2 (4-3 dcr) | Progreditur Marcianise |
| Brindisi                     | 0 - 0 (5-4 dcr) | Bisceglie              |
| Akragas                      | 3 - 2           | Nuova Gioiese          |

### Ottavi di finale
| Squadra 1           | Risultato       | Squadra 2        |
| ------------------- | --------------- | ---------------- |
| 20 novembre 2013    |                 |                  |
| Gozzano             | 0 - 0 (4-3 dcr) | Jolly Montemurlo |
| Lecco               | 1 - 5           | Inveruno         |
| Pontisola           | 1 - 0           | Pro Piacenza     |
| Pordenone           | 2 - 1           | Marano           |
| Gualdo Casacastalda | 2 - 2 (5-7 dcr) | Arezzo           |
| Astrea              | 1 - 2           | Lupa Roma        |
| Pomigliano          | 2 - 1           | Savoia           |
| Akragas             | 2 - 0           | Brindisi         |

### Quarti di finale
| Squadra 1        | Risultato       | Squadra 2  |
| ---------------- | --------------- | ---------- |
| 11 dicembre 2013 |                 |            |
| Inveruno         | 1 - 2           | Gozzano    |
| Pontisola        | 2 - 0           | Pordenone  |
| Lupa Roma        | 1 - 1 (4-5 dcr) | Arezzo     |
| Akragas          | 2 - 2 (4-5 dcr) | Pomigliano |

### Semifinali
| Squadra 1                      | Totale | Squadra 2  | Andata | Ritorno |
| ------------------------------ | ------ | ---------- | ------ | ------- |
| 12 febbraio / 5 e 6 marzo 2014 |        |            |        |         |
| Pontisola                      | 2 - 0  | Gozzano    | 2 - 0  | 0 - 0   |
| Arezzo                         | 0 - 2  | Pomigliano | 0 - 2  | 0 - 0   |

### Finale
| Squadra 1  | Risultato       | Squadra 2 |
| ---------- | --------------- | --------- |
| Pomigliano | 2 - 2 (5-4 dtr) | Pontisola |

| Arbitro: | Massimi (Termoli) |

| |                      | |
| Romano 21’ Panico 90’ (rig.) | Marcatori            | 1’ (aut.) Rea 73’ Salandra                                                                                     |
| Romano Panico Suriano Esposito Varriale Oretti                                                                                        | Tiri di rigore 5 – 4 | Augello Crotti Ruggeri Traini Salandra Rossetti                                                                |
| Di Costanzo Parentato (73' Schioppa) Rea Varriale Oretti (73' G. Esposito) De Rosa (59' Pontillo) Fregola Festa Panico Suriano Romano | Formazioni           | Natali Caffi Persico Suardi Augello Mologni (64' Traini) Luzzara (71' Rossetti) Ruggeri Rotini Crotti Salandra |
| Seno | Allenatori           | Del Prato |

## Record
- Maggior numero di partite giocate: Pomigliano (9)
- Maggior numero di vittorie: Pomigliano (6)
- Miglior attacco: Pomigliano (20)
- Peggior difesa: Inveruno (12)
- Miglior differenza reti: Pomigliano (+12)
- Peggior differenza reti: Giada Maccarese e Verbania (-4)
- Partita con maggiore scarto di reti: 5

Selargius - Latte Dolce 5-0
- Partita con più reti: 9

MapelloBonate - Olginatese 4-5